# جيم كاردويل
جيم كاردويل (بالإنجليزية: Jim Cardwell)‏ هو مهندس أسترالي، ولد في 2 فبراير 1916 في Port Melbourne ‏ في أستراليا، وتوفي في 23 ديسمبر 1996.